# Francesco Giambaldi
Francesco Giambalvo dit Francesco Giambaldi (1867-1918) est un artiste peintre, céramiste et sculpteur italien ayant travaillé en France.

## Biographie

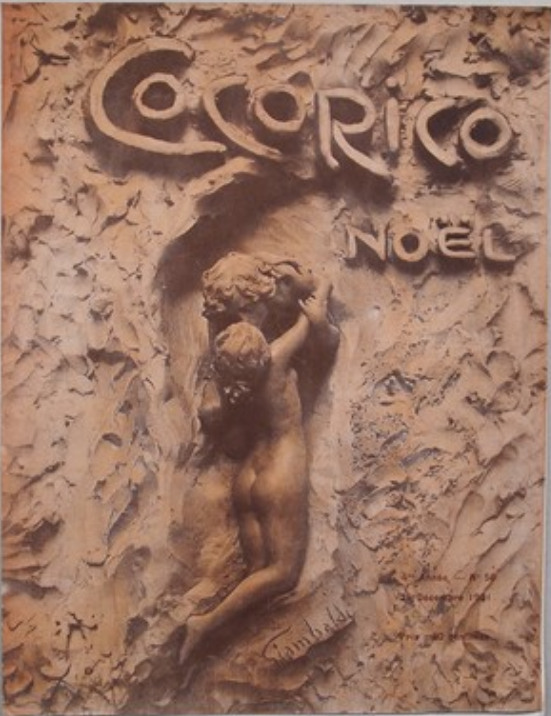
Couverture de Cocorico, noël 1901.

Né à Lecce le 25 mars 1867 sous le nom de Giambalvo, il arrive à Paris au début des années 1890, et fréquente l'atelier d'Alexandre Charpentier, devenant sculpteur sous le nom de Giambaldi.
Proche d'Ernest La Jeunesse, installé un temps dans le quartier de Passy, il collabore au magazine art nouveau Cocorico, y livrant des dessins et des créations originales (gravures en gypsographie, modelage en terre cuite, objets en étain) entre 1899 et 1902. On note d'autres collaborations, par exemple au périodique gratuit Le Fureteur, journal de la curiosité (1901) pour lequel Giambaldi produit une série de médaillons en terre cuite, primes destinés aux lecteurs. On lui doit aussi un certain nombre de cartes postales illustrées publicitaires où il reconstitue des scènes à partir d'argile modelée qu'il photographie.
Le 20 février 1902, son atelier situé au 50 rue Saint-Georges prend feu en son absence ; quelques-uns de ses tableaux et de ses sculptures en cire sont détruits dont un buste représentant Liane de Pougy.
Il fonde une société de « photosculptogravure » avec un certain Biancani, dissoute en 1905. Le 9 mars de cette année-là, son atelier, situé cette fois au 112 boulevard Malesherbes, est de nouveau victime d'un incendie ; durant le drame, Giambaldi est brûlé au visage et aux mains et perd une grande partie de ses œuvres ; il se réfugie chez le chanteur Jacques Isnardon,.
En 1911, il présente au Salon des artistes français, en compagnie du dominicain Louis-Albert Gaffre dit de Prémartin (1862-1914), un projet de sculpture monumentale, Jeanne d'Arc, destinée à la ville de Rouen,.
Il meurt le 10 janvier 1918, à l'âge de 50 ans,. Il est inhumé le 12 janvier au cimetière parisien d'Ivry.

### Anarchiste et informateur
De récentes recherches ont montré que Giambaldi avait été proche de la mouvance anarchiste italienne à la fin des années 1880. En 1900, il est recruté par Giuseppe Tornielli, en poste à l'ambassade d'Italie en France pour infiltrer un groupe d'anarchistes italiens réfugiés à Paris appelé « le Foulard », dont Arturo Campagnoli, Silvio Corio, Felice Vezzani et Nino Samaia, et livrer des informations sur Errico Malatesta ; le fait qu'il ait changé de nom et qu'il fut victime de deux incendies soulèvent des interrogations,,.

## Œuvre

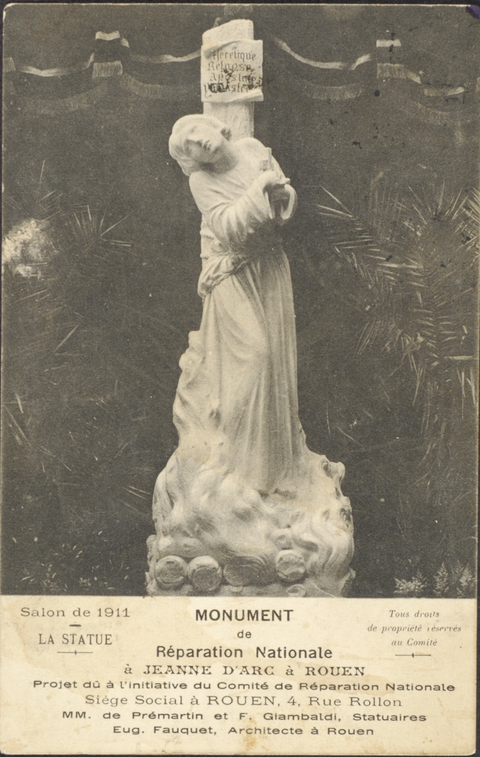
Jeanne d'Arc, 1911, carte postale.

On compte de nombreuses œuvres de style art nouveau signé Giambaldi datant des années 1900-1910, sous la forme de petits objets décoratifs en bronze ou en étain : vases, pieds de lampe ouvragés, sculptures (scènes de genre, nus), etc.
- Le Duc de Reichstadt, médaillon en terre cuite, 1901.
- Paul Franck, buste de l'acteur et parolier, bronze, 1903.
- Vals St Jean, eau de table, composition modelée, carte postale, avant 1906.
- Quo Vadis, série de scènes modelées inspirées du roman, cartes postales, avant 1906.
- Les Quatre Saisons, 4 compositions modelées, cartes postales, avant 1906.
- Galilée moderne, buste en plâtre, Salon d'automne de 1909.
- Jeanne d'Arc, plâtre, Salon des artistes français, 1911, sculpture monumentale conçue avec Louis-Albert Gaffre (Prémartin).